# ZiL–158
A ZiL–158 (oroszul: ЗиЛ–158) szovjet városi autóbusz, amelyet kezdetben a Lihacsov Autógyár (ZiL), majd később a Likinói Autóbuszgyár (LiAZ) gyártott. Az 1960-as, 1970-es években ez a típus adta a Szovjetunióban a városi autóbuszpark gerincét. Több mint 70 ezer darab készült belőle. A városi közlekedésben a LiAZ–677-es váltotta fel.

## Története
Az autóbusz a ZiSZ–155-ös típuson alapul, annak továbbfejlesztésével és modernizálásával jött létre. Az elődjéhez képest hosszabb kocsiszekrénnyel és több férőhellyel rendelkezett. A kocsiszekrény, különösen a homlokfal is modernebb külsőt kapott és az autóbuszba nagyobb teljesítményű motort építettek.
A ZiL–158-as első prototípusa 1956 júniusában készült el. Ennek homlokfala még erősen emlékeztetett a ZiSZ–155-re. A  sorozatgyártása a következő évben kezdődött. 1957 májusában készült egy 180 db-os nullszéria, melynek járműveit a VI. Világifjúsági Találkozón használták. A Lihacsov Autógyárban a növekvő teherautó-gyártás okozta leterheltség miatt az autóbuszgyártást 1959-1960-ban áttelepítették a Likinói Autóbuszgyárba. A LiAZ-nál készült autóbuszoknál megtartották a ZiL típusjelzést, a buszok típustábláján LiAZ ZiL–158 jelzés szerepelt.
1961-ben készült el az autóbusz modernizált változata, a ZiL–158V. A főbb változtatások az egytárcsás tengelykapcsoló alkalmazása, a ZiL–164A teherautótól átvett sebességváltó, valamint a módosított fékrendszer volt.
Moszkvában az 1950-es évek végétől kezdték üzembe állítani a típust. Az új járműveket 1974-ig kapta a moszkvai tömegközlekedés. Az 1970-es évektől viszont már el is kezdték a selejtezésüket, ami az 1970-es évek második felében felgyorsult. Az utolsó ZiL–158-as autóbuszokat 1978-ban vonták ki a moszkvai forgalomból. Minszkben 1977-ben, Leningrádban ugyancsak 1978-ban selejtezték a típust. A típus a vidéki nagyvárosokban is nagy számban üzemelt. A vidéki városokban még az 1980-as évek elején is használatban voltak. A jármű gyengesége volt a nem megfelelő szilárdságú karosszéria. Emiatt az egyes példányok ritkán szolgáltak 8–10 évnél tovább. A leselejtezett járművek egy részét helyben szétbontották, más részét szolgálati járműként vállalatoknál tovább használták. A még használatban maradt járművek közül többet áruszállítóvá alakítottak.
A Lihacsov Autógyárban 1957–1960 között összesen 9515 darab ZiL–158-as készült. 1958-ban a 114 moszkvai buszvonalakon kb. 1900 autóbusz közlekedett, ekkor közülük még csak kb. 200 db volt ZiL–158-as. 1960-ra a moszkvai autóbuszok többségét azonban már ez a típus alkotta. A LiAZ-nál az éves gyártási darabszám 1963-ban érte el hatezret, 1969-ben pedig már meghaladta a hétezret.
A LiAZ-nál 1971-ben fejezték be a típus gyártását. A sorozatgyártás utolsó éveiben, 1967-től, párhuzamosan gyártották a váltótípusnak szánt LiAZ–677-essel, amíg annak gyártását a hidraulikus tengelykapcsoló problémái miatt nem tudták felfuttatni.
Készült turistabusz változatban (ZiL–158A), de a ZiL–158-as alapul szolgált speciális rendeltetésű járművekhez is. Például készült televíziós közvetítőkocsi kivitelben, melyeket az 1980-as évek végéig is használtak. Hasonlóan más szovjet buszokhoz, az 1950-es évek végén elkészítették a pótkocsis változatát is, amely a ZiL–158-as autóbuszból mint vontatóból és a 2PN–4 típusú pótkocsiból állt. A pótkocsit a Moszkvai Járműjavító és Karosszéria Üzem (Aremkuz) készítette. 1959–1961 között néhány ilyen szerelvény közlekedett Moszkvában kísérleti jelleggel.

## Típusváltozatok

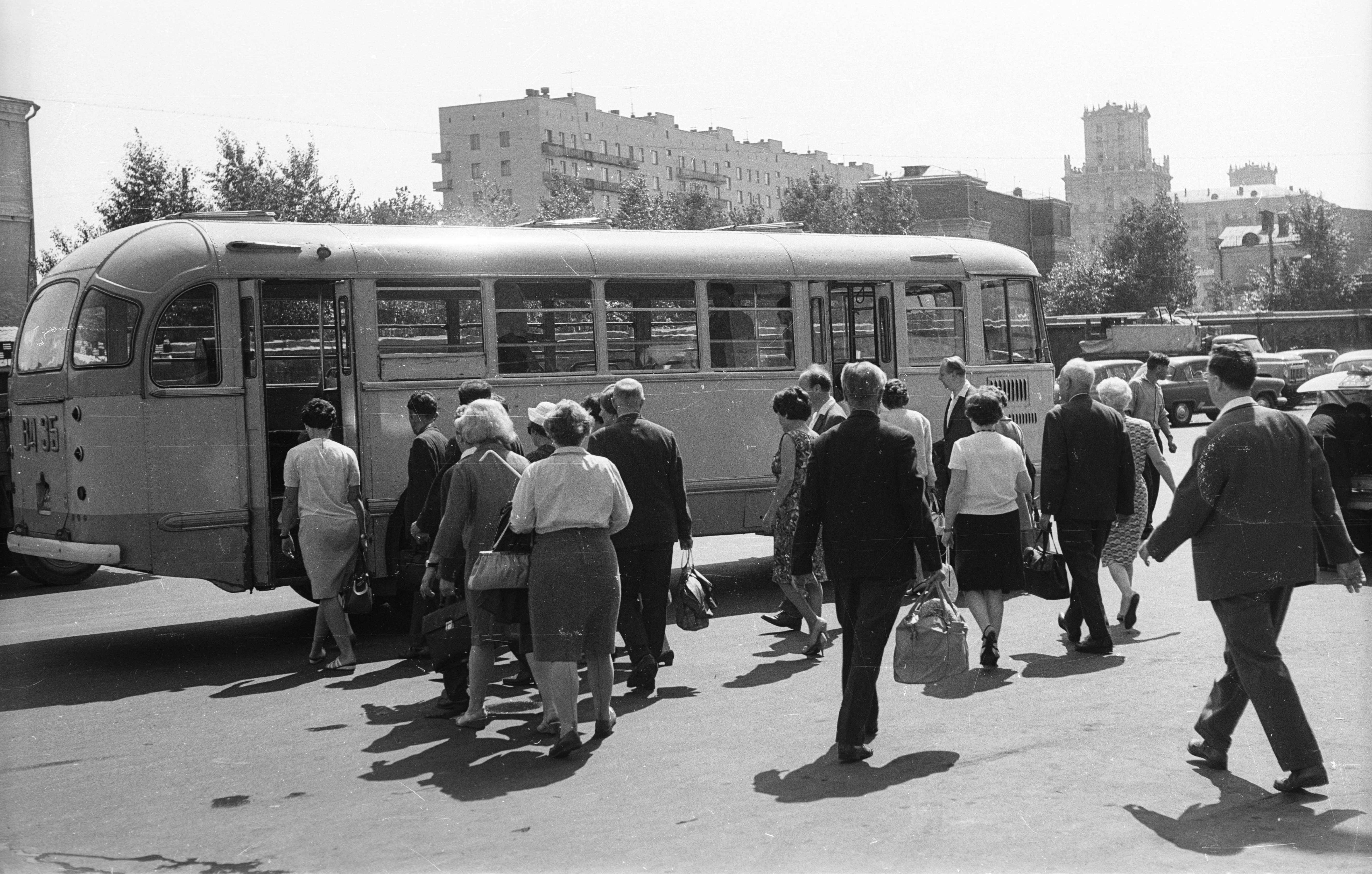
ZiL–158 autóbusz Moszkvában 1967-ben

- ZiL–158A – turistabusz kivitel. Az üléselrendezésben és a tető oldalán végigfutó felső ablaksorban különbözött az alapmodelltől. Ennél a változatnál 36 ülőhely volt. A típusból 1957-ben elkészített nullszéria, amelyet a világifjúsági találkozón használtak, ZiL–158A turista változatú volt.
- ZiL–158D – 1959-ben elkészített modernizált változat, amely süllyesztékes kovácsolással készített homlok- és hátfalat kapott, valamint soronként 2+1-es üléselrendezéssel készítették. Sorozatban nem gyártották.
- ZiL–158V – Modernizált változat. Módosították a tengelykapcsolót és a sebességváltót. Erősebb motort kapott.
- ZiL–158VA – A modernizált ZiL–158V-n alapuló turista változat. 1961–1970 között gyártották.
- LiAZ–5E–676 – A ZiL–158V-n alapuló első szovjet kísérleti csuklós autóbusz. A négyajtós, 15,43 m hosszú jármű 123 utast szállíthatott. 1962-ben készítették. Sorozatban nem gyártották. A nagyobb tömeg miatt a ZiL–130 tehergépkocsi erősebb motorját kapta, de az is elégtelennek bizonyult a járműhöz.
- ZiL–158SZ – Mentő változat.
- RA1 – A ZiL–158V-n alapuló sínbusz, amely egy hajtott és egy vontatott kocsiból állt. Csak egy példány készült 1962-ben.
- PTSZ–3 – A ZiL–158-on alapuló televíziós közvetítőkocsi.